# Liocnema crypsirrhoda
Liocnema crypsirrhoda är en fjärilsart som beskrevs av Turner 1938. Liocnema crypsirrhoda ingår i släktet Liocnema och familjen praktmalar, Oecophoridae. Inga underarter finns listade i Catalogue of Life.